# 통합 배선

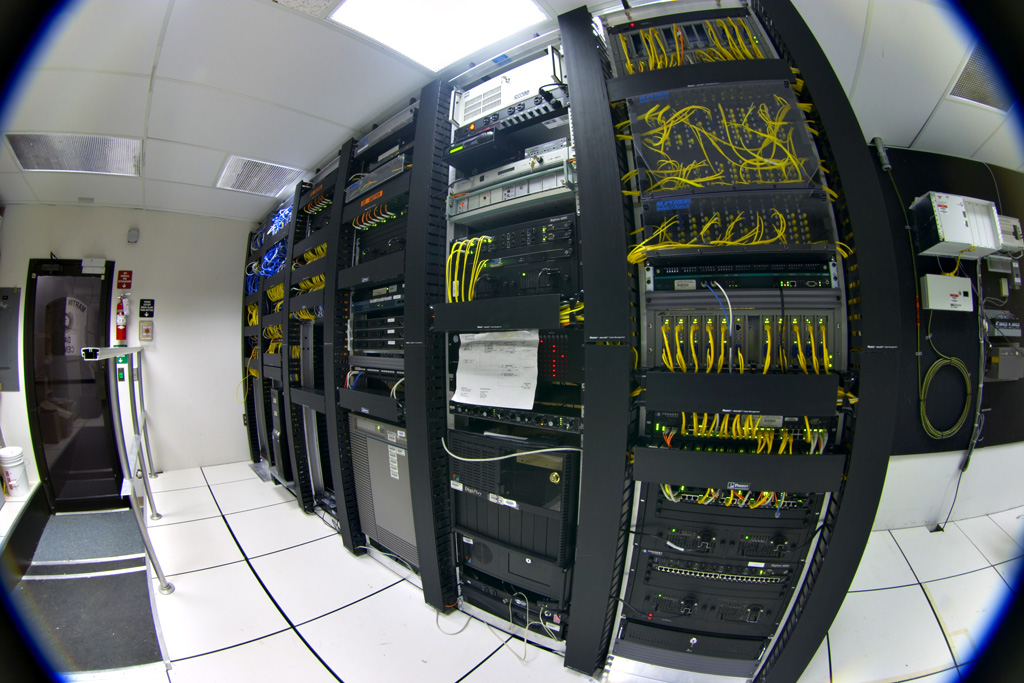
데이터 센터.

통합 배선은 여러 케이블로 이루어진 것이다.

## 같이 보기
- 미국 국가표준 협회
- 레지스터드 잭